# Luthagen

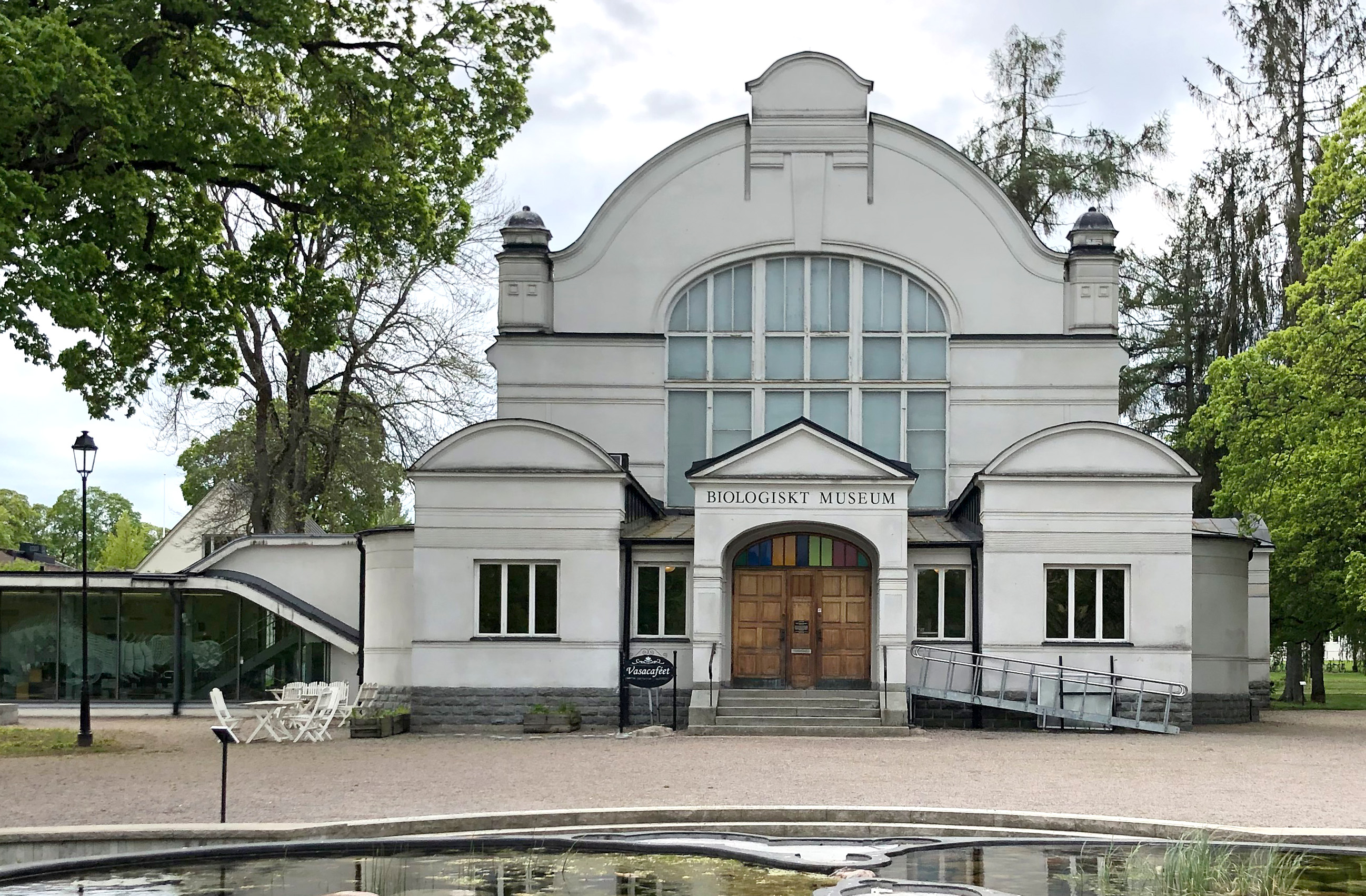
Biotopia i Vasaparken, Luthagen.

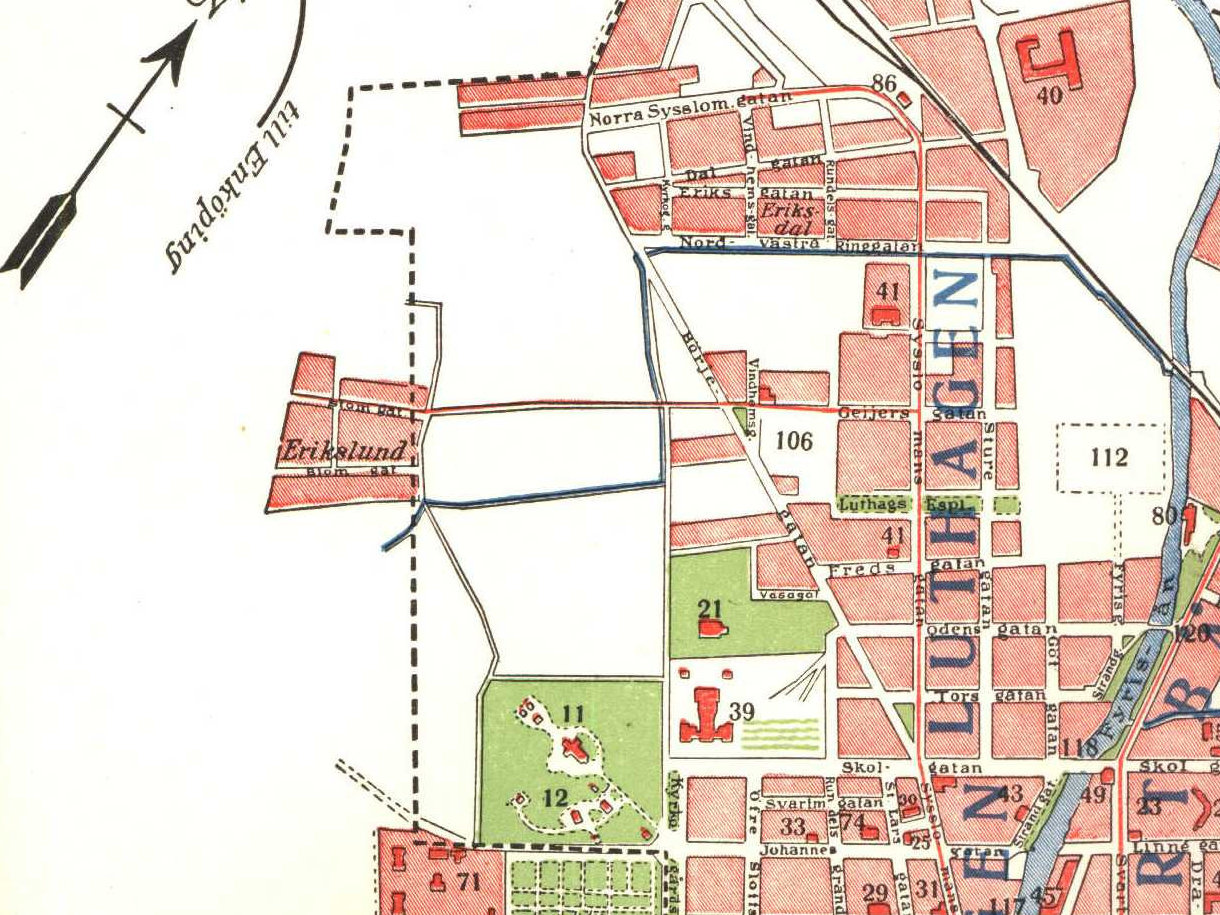
Karta över Luthagen 1920.

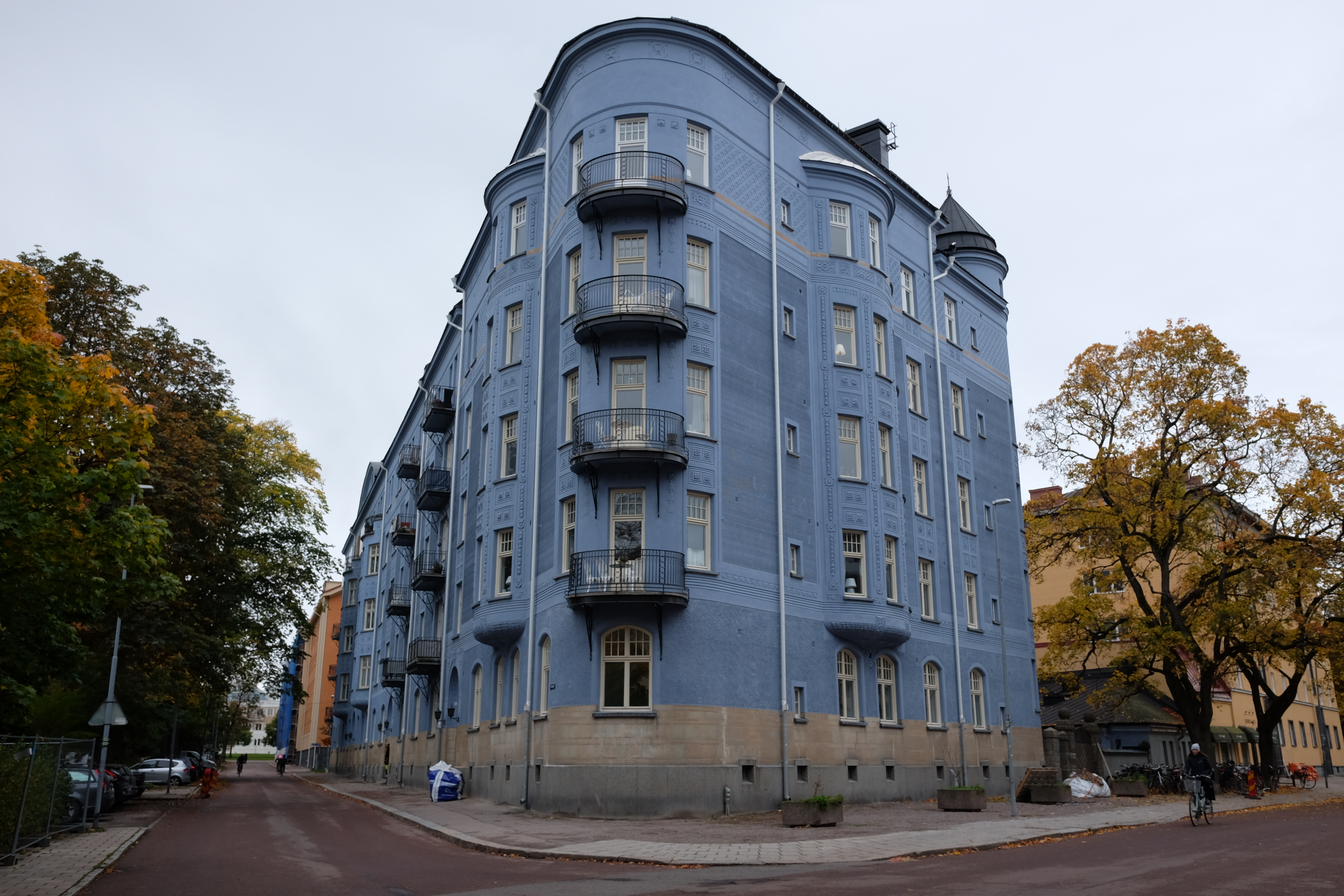
Vasahuset vid Vasaparken.

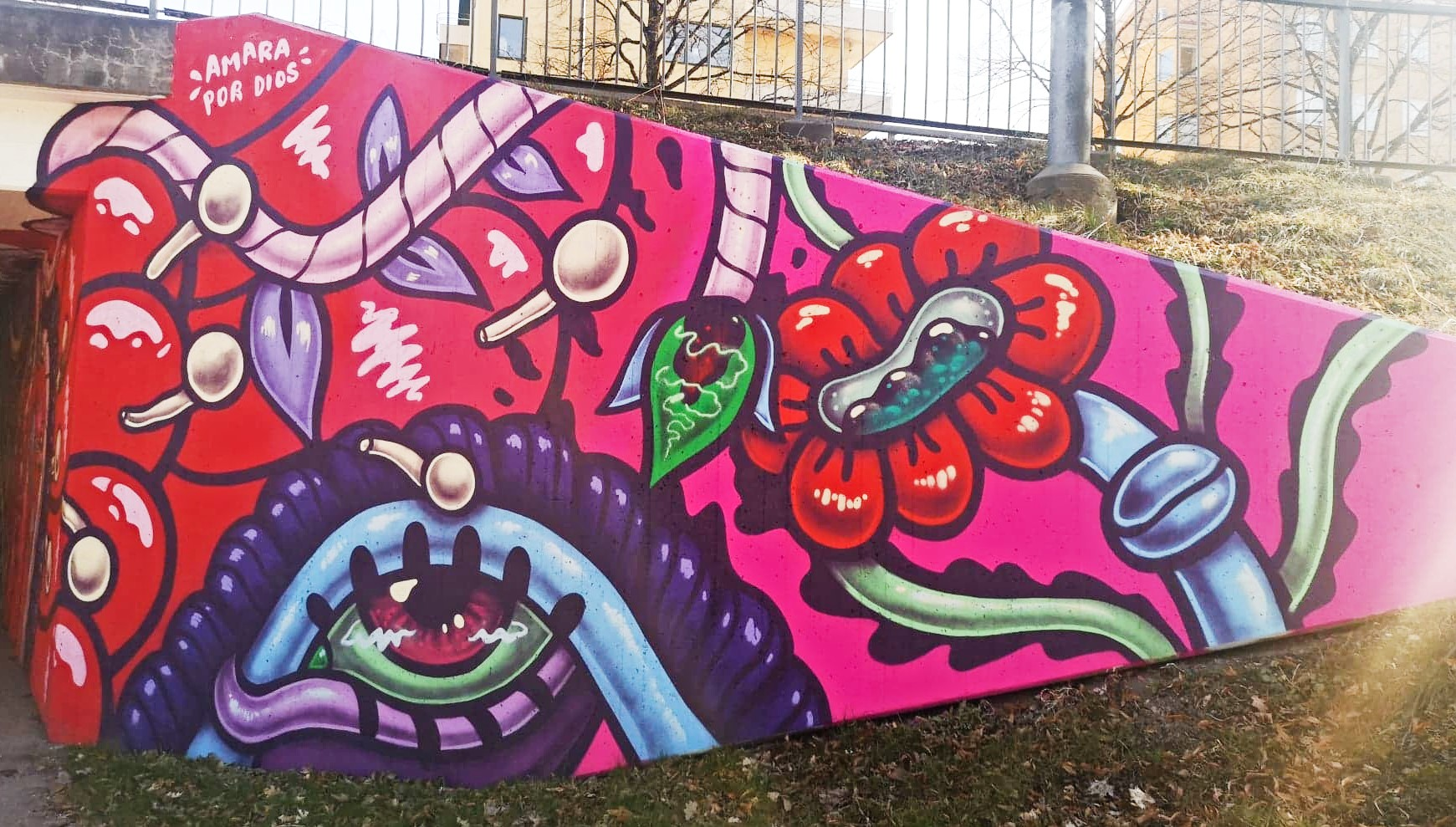
Gatukonstverket "Andra sidan" av Amara Por Dios i Börjegatans tunnel under Luthagsesplanaden.

Luthagen är en stadsdel i Uppsala belägen strax nordväst om centrum. Den gränsar i söder mot stadsdelen Främre Luthagen-Fjärdingen på andra sidan Luthagsesplanaden, i öster mot Svartbäcken på andra sidan Fyrisån, och i väster mot Rickomberga.
Det klassiska Luthagen består av en innerstadsdel Främre (alternativt "Inre") Luthagen (området söder om Luthagsesplanaden) och en yttre del, Bortre Luthagen. Den yttre (bortre) delen är ett område ungefärligen överensstämmande med den yta som motsvarar den aktuella kommunindelningens "Luthagen" med sina 13 925 invånare år 2021. Även Främre Luthagen har ganska stor befolkning, så det klassiska Luthagen är i sin helhet något folkrikare än vad statistiken anger. 
Främre Luthagen har vid sidan av många bostäder märkbar innerstadskaraktär och en hel del handel varför den idag av kommunens planerare jämte Fjärdingen räknas till västra åsidans del av den vidgade centrumavgränsningen "Innerstaden" i ett snabbt växande Uppsala.

## Namnet
Namnet Luthagen finns dokumenterat i skrift första gången 1646, då syftande på beteshagarna på andra sidan stadsgränsen som löpte utmed Skolgatan. Namnet kommer av en markägare vid denna tid, Johan Luth, son till professor Olof Luth, som fick stadfästelse på ägorna av Karl IX den 29 juli 1600.

## Stadsbild
Bebyggelsen i Luthagen är påfallande mångsidig men domineras idag av relativt höga flerfamiljshus. De flesta är byggda under decennierna i mitten av 1900-talet, men det finns såväl äldre som yngre bebyggelse. Stadsdelen består delvis av slutna kvarter och delvis av mera öppet placerad bebyggelse. Luthagen ingick under 1980- och 1990-talet i Luthagens kommundel, som även innefattade Rickomberga och den nyare stadsdelen Stenhagen vid vägen mot Enköping.
Stadsplan och kommunala installationer tillkom i mitten av 1800-talet men först senare för de yttre delarna. Luthagens tidigast bebyggda delar låg nära den tidigare utfartsvägen mot NV, Börjegatan, ursprungligen planerad som en elegant paradgata men numera knappt skönjbar sen den avbrutits på flera ställen genom trafikregleringar i början av 1970-talet. I närheten av Börjegatan har byggts flera stilfulla byggnader, till exempel Mörnerska villan, Vasahuset och Börjegårdarna. Ännu på 1860-talet inskränkte sig bebyggelsen till tre större hus i Luthagen: Grillska huset som numera är rivet, Katedralskolan med Rektorsgården, samt Observatoriet. 
Uppsala var under andra halvan av 1800-talet en stad i snabb tillväxt och många bostadshus tillkom i Luthagen. På ömse sidor om Sysslomansgatan ligger Sverkerskolan från 1905 och Gillbergska barnhemmet från 1895, på senare år först använt av mödravården (Ringblomman) och demensvård, och sedan som gymnasieskola. Victor Holmgren ritade byggnaden, en av Luthagens vackraste. 

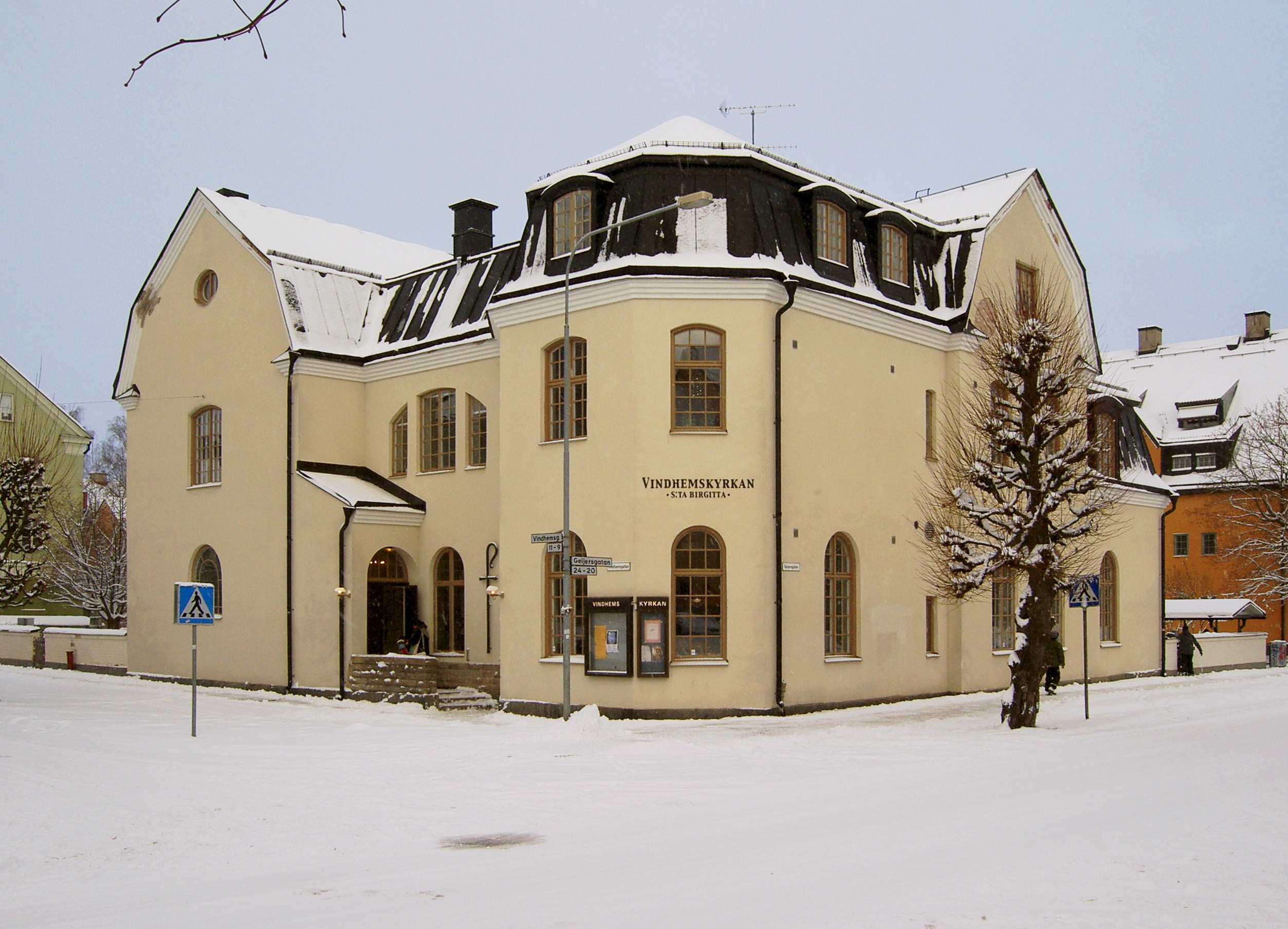
Vindhemskyrkan

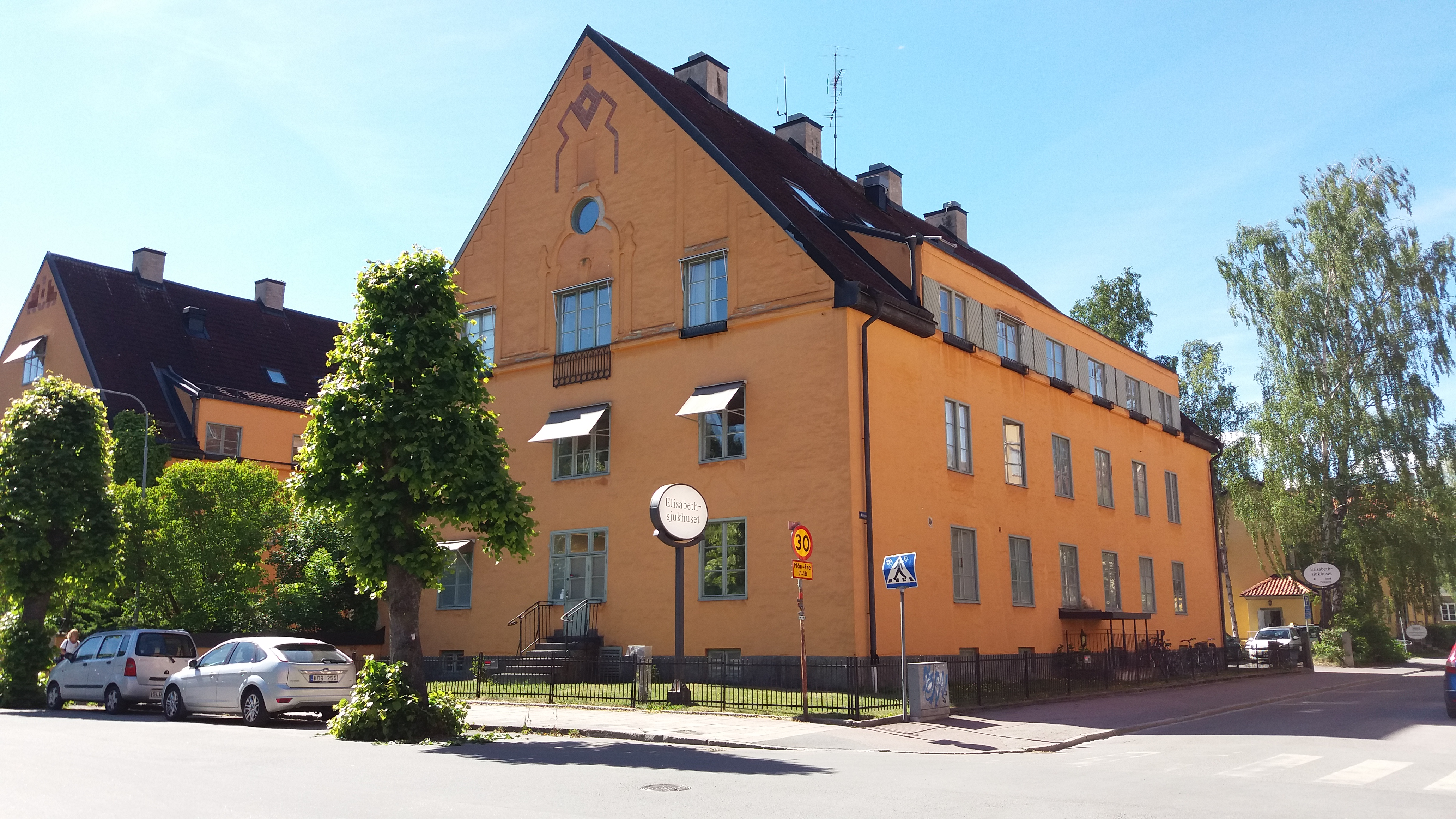
Elisabethsjukhuset

Nära Vindhemskyrkan finns ett mindre antal kvar av stadsdelens allra äldsta hus från 1800-talet men för övrigt dominerar andra generationens bebyggelse, väsentligen från efterkrigstid. Bland äldre namnkända hus kan nämnas Vasahuset (intill Vasaparken), Elisabethsjukhuset samt det på 60-talet rivna Rappska huset.  Invid Vasaparken finns också Biologiska museet och Katedralskolan.
Stadsdelens tätast bebyggda områden idag finns inom några kvarters bredd på ömse sidor om stadsdelens största gata, Luthagsesplanaden. Före början av 1970-talet var denna huvudgata närmast att likna vid en grön park men efter genombrytning av ett småhusområde i väster anslöts gatan till Enköpingsvägen (riksväg 55) och i motsatta änden via en ny bro över Fyrisån till Råbyvägen. På så sätt förvandlades karaktären i riktning mot trafikled eller kanske snarast tungt trafikerad boulevard. 
Tidigare kallades området nära det genombrutna småhusområdet på norra sidan om Luthagsesplanaden för Erikslund, en benämning som numera mer eller mindre fallit i glömska, särskilt sedan det mesta av den gamla arbetarbebyggelsen, knuten till en tidigare lervarufabrik på samma plats som Tiundaskolan, ersatts av nya radhus omkring 1980. Erikslund avgränsas ungefärligen av Tiundagatan, Ringgatan, Sibyllegatan och Luthagsesplanaden. Länge låg Erikslund avskiljt från resten av Uppsala, men på 1930–1940-talet bebyggdes åkrarna mellan Erikslund och Luthagens kärnområden.

### Eriksdal
Ett annat område i det tidigast bebyggda Luthagens yttre partier har kallats Eriksdal, men även detta namn hörs mer sällan. Här avses området norr om Ringgatan, det vill säga norra delen av Luthagen. Inom Eriksdal har delar av den gamla bebyggelsen ersatts av radhus från slutet av 1970-talet, men betydligt mer av äldre bebyggelse (från 1900-talets början) finns ändå kvar där än i Erikslund. I kvarteret Ramund i Eriksdal låg tidigare stallar för Uppsala spårvägar. Välkända för många är de två sammanbyggda husen som tillhört kappfabriken "Kapp-Lasse" och som uppförts i början av 1900-talet. Dessa restaurerades 2007 och byggdes om till bostäder. Eriksdal avgränsas ungefärligen av Börjegatan, Norrlandsgatan, Ringgatan och järnvägen (Dalabanan).
Bland Luthagens lokala kvartersbegrepp kan även nämnas fler aningen kuriösa exempel, som det bortglömda Mellangärdet nära Fyrisskolan ett litet stycke söder om Eriksdal. Marken invid ån har sedan länge uppkallats efter platsen för en drabbning på 900-talet, Fyrisvall. Området, beläget mellan Dalabanan och Fyrisån, uppläts tidigare för koloniodling men bebyggdes omkring 2010 med relativt tät och hög bostadsbebyggelse. Två gångbroar lades samtidigt över ån. Dessa öppnar en ny förbindelse mellan Luthagen och Svartbäcken.

### Enhagen
Norr om Eriksdal och Dalabanan ligger Enhagen, som utgörs av några kvarter kring Humlegatan, Prästgatan, Seminariegatan och Stefansgatan. Enhagen omtalas första gången 1557, och var då en utjord under Uppsala gård. Den hörde då till Bondkyrko socken, men hade på 1600-talet överförts under Uppsala stads ägor.
Äldre bebyggelse från tidigt 1900-tal finns till ganska stor del bevarad i Enhagen. I området ligger en mycket stor tegelbyggnad tidigare med utbildningsvetenskapliga fakulteten vid Uppsala universitet. I en del av byggnaden finns nu Uppsalas Musikklassers lokaler. Mot söder finns en attraktiv park mellan Ringgatan och Seminariegatan. Norr om "Seminariet" finns nyare bostadskvarter, till exempel Klockarängen från 1980-talet. Med ungefärlig gräns i Fyrisvallsgatan vidtar stadsdelen Librobäck.

### Stabby
Ett ännu levande lokalbegrepp är Stabby som syftar på ett ungefärligt angivet område invid Tiundagatan i nordväst och ett intilliggande grönområde där Stabby prästgård är belägen.  I prästgården bodde Nathan Söderblom innan han blev ärkebiskop. I Stabby finns också den lilla parken Stabbylyckan.

## Luthagens skolor

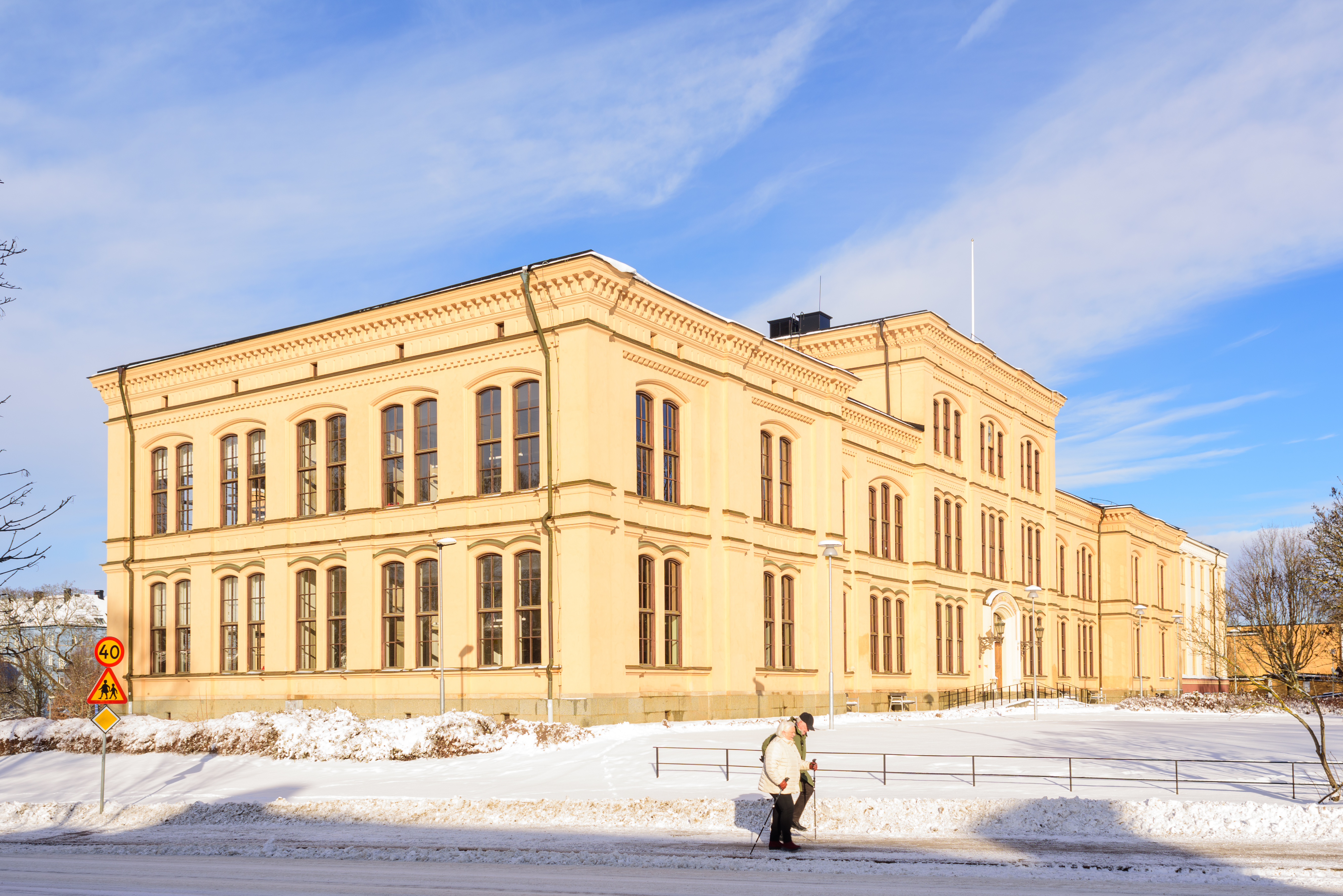
Katedralskolan

Luthagens skolor var tidigare den gemensamma benämningen på de tre näraliggande skolorna Eriksskolan, Sverkerskolan och Tiundaskolan. Skolorna är nu helt fristående från varandra och har olika rektorer. Gymnasieskolorna Ellen Fries gymnasium, Fyrisskolan och Katedralskolan är också belägna i Luthagen. I den byggnad som ursprungligen inhyste Gillbergska barnhemmet öppnade det fristående Amerikanska Gymnasiet en gymnasieskola hösten 2022. 

## Lokaltidning
Luthagen har en egen stadsdelstidning, Luthagsnytt.
Tidningen startades 2005 som ett informationsblad av idrottsföreningen Tiunda IF. Sedan januari 2015 ägs och drivs tidningen, som numera marknadsför sig som ett magasin, av Strandh-Klefbeck Media KB som funnits i stadsdelen sedan 2005. Luthagsnytt finansieras genom annonser, och är gratis för läsarna att ta från särskilda tidningsställ som finns utställda runt om i stadsdelen samt på Uppsala stadsbibliotek. Den distribueras också till stadsdelens och citys konditorier, kaféer, frisersalonger och vårdinrättningar.